# Clever Ferreira
Clever Domingo Ferreira Ñamandu (Ypané, Paraguay, 20 de febrero de 2003) es un futbolista paraguayo que juega como defensor en Atlético Tucumán de la Primera División Argentina.

## Trayectoria

### Sportivo Ameliano
Ferreira tuvo su debut en primera división en Sportivo Ameliano, en el año 2024, en un partido correspondiente al Torneo Apertura contra Sportivo Luqueño.

### Atlético Tucumán
En 2025 se mudó a Argentina y se sumó a Atlético Tucumán. Su debut en el fútbol argentino fue en la primera fecha del Torneo Clausura, en la victoria del decano ante San Martín de San Juan en el Monumental José Fierro.

## Clubes
| Club              | País      |
| ----------------- | --------- |
| Sportivo Ameliano | Paraguay  |
| Atlético Tucumán  | Argentina |